# Tales from the North
Tales from the North är det svenska power metal-bandet Bloodbounds tionde album. Det släpptes i juli 2023 på AFM Records och var bandets sista studioalbum på detta bolag. Skivan gavs även ut på vinyl och i två lyxutgåvor.
Fem singlar föregick albumsläppet, däribland "Odin's Prayer" och "The Raven's Cry".
Musikvideor spelades in till titelspåret och "Drink with the Gods".

## Låtlista
1. "Tales from the North" – 5:39
2. "Drink with the Gods" – 4:10
3. "Odin's Prayer" – 5:06
4. "The Raven's Cry" – 3:54
5. "Mimir's Crystal Eye" – 3:48
6. "Between the Enemy Lines" – 3:53
7. "Land of Heroes" – 3:28
8. "Sail Among the Dead" – 4:04
9. "Stake My Claims" – 3:42
10. "Sword and Axe" – 4:19
11. "1066" – 4:32

## Medverkande
Musiker
- Patrik Selleby – sång
- Tomas Olsson – gitarr
- Henrik Olsson – gitarr
- Anders Broman – basgitarr
- Fredrik Bergh – keyboard
- Daniel Hansfeldt – trummor

Produktion
- Bloodbound – producent
- Patrik Selleby – inspelningstekniker
- Tomas Olsson – inspelningstekniker
- Fredrik Bergh – programmering, inspelningstekniker
- Joakim Hellsten – inspelningstekniker
- Jon Hagström – inspelningstekniker
- Jonas Kjellgren – mixning, mastering
- Hiko Kramer – layout
- Péter Sallai – omslagskonst
- Björn Liljegrääs – foto

## Inspelningsinformation
Inspelningsstudior:
- Bloodbound Studios, Bollnäs
- Studio 315, Bollnäs
- Power J Studios, Finspång
- Storybend Studios, Bollnäs

Mixad och mastrad i Black Lounge Studios, Grangärde.